# Comitato di Moson
Il comitato di Moson (in ungherese Moson vármegye, in tedesco Komitat Wieselburg, in slovacco Mošonská župa, in latino Comitatus Mosoniensis) è stato un antico comitato del Regno d'Ungheria, oggi situato a cavallo tra Ungheria nordoccidentale, Austria e Slovacchia. Capoluogo del comitato era Magyaróvár.

## Geografia fisica
Il comitato di Moson confinava con il territorio austriaco dell'Austria Inferiore, nonché con gli altri comitati di Pozsony, Győr e Sopron. Geograficamente il territorio era quasi totalmente pianeggiante e delimitato a nord dal Danubio e ad ovest dal Lago di Neusiedl.

## Storia
In seguito al Trattato del Trianon (1920) una minuscola parte del comitato situata giusto di fronte a Bratislava venne assegnata alla neonata Cecoslovacchia, mentre la fascia sul confine occidentale, abitata da popolazioni prevalentemente di lingua tedesca, passò a formare il Burgenland austriaco. Vista l'esiguità territoriale del comitato residuo, quest'ultimo venne fuso con quel che rimaneva dei comitati di Győr e Pozsony (nel primo caso quasi l'intero comitato, nel secondo caso una minima parte a sud del Danubio) a formare il nuovo comitato di Győr-Moson-Pozsony.
Nel 1947, in seguito al Trattato di pace di Parigi, venne effettuata una lieve modifica di confine a favore della Cecoslovacchia, che inglobò i tre villaggi di Horvátjárfalu (Jarovce), Oroszvár (Rusovce) e Dunacsúny (Čunovo) per un totale di 65 km². Il comitato di Győr-Moson-Pozsony si fuse invece con il comitato di Sopron per formare la contea di Győr-Sopron, rinominata nel 1990 Győr-Moson-Sopron.